# ألفريد جورج غرينهيل
السير ألفريد جورج غرينهيل زمالة الجمعية الملكية والجمعية الملكية البريطانية للطيران، (29 نوفمبر 1847 في لندن - 10 فبراير 1927 في لندن) ، كان عالم الرياضيات بريطاني.
تلقى غرينهيل تعليمه في مدرسة مستشفى المسيح ومن هناك ذهب إلى كلية سانت جون، كامبريدج في عام في عام 1876، عُيِّن غرينهيل أستاذًا للرياضيات في الأكاديمية العسكرية الملكية (RMA) في وولويتش في لندن في المملكة المتحدة.  شغل هذا الكرسي حتى تقاعده عام 190، عندما حصل على لقب فارس .
يعتبر كتابه المدرسي في عام 1892 حول دوال الوظائف الإهليليجية ذا امتياز معترف به. كان أحد الخبراء الرائدين في العالم في تطبيقات التكاملات الإهليلجية في النظرية الكهرومغناطيسية..
كان متحدثًا عامًا في المؤتمر الدولي لعلماء الرياضيات في عام 1904 في هايدلبرغ  (حيث ألقى أيضًا محاضرة في القسم)  ومتحدثًا مدعوًا في ذات المؤتمر عام 1908 في روما، وفي عام 1920 في ستراسبورغ،  وفي عام 1924 في تورونتو.

## صيغة غرينهيل
في عام 1879، طور جرينهيل قاعدة أساسية لحساب معدل الالتواء الأمثل للرصاص ذي النواة الرصاصية. يستخدم هذا الاختصار طول الرصاصة، ولا يحتاج إلى أي بدلات للوزن أو شكل الأنف.  طبق غرينهيل هذه النظرية لحساب ثبات الطيران الممنوح لمقذوف ممدود عن طريق الحلزنة . صيغة غرينهيل التي تحمل نفس الاسم، والتي لا تزال مستخدمة حتى اليوم، هي:
{\displaystyle \mathrm {Twist} ={\frac {CD^{2}}{L}}\times {\sqrt {\frac {SG}{10.9}}}}
أين:
- C = 150 (استخدم 180 لسرعات كمامة أعلى من 2800 قدم/ثانية)
- D = قطر الرصاصة بالبوصة
- L = طول الرصاصة بالبوصة
- SG = كثافة نوعية للرصاصة (10.9 للرصاص ذو النواة الرصاصية، مما يلغي النصف الثاني من المعادلة)

كانت القيمة الأصلية لـ C هي 150، مما يؤدي إلى معدل الالتواء بالبوصة لكل دورة، عند معرفة القطر D والطول L للرصاصة بالبوصة. يعمل هذا بسرعات تبلغ حوالي 840 م/ث (2800 قدم / ثانية)؛ وفوق تلك السرعات، يجب استخدام C بقيمة 180. على سبيل المثال، بسرعة 600 م/ث (2000 قدم/ثانية)، بقطر 0.5 بوصة (13 مـم) وطول 1.5 بوصة (38 مـم) فإن صيغة Greenhill ستعطي قيمة 25، وهو ما يعني دورة واحدة في 25 بوصة (640 مـم) .
في الآونة الأخيرة، تم استكمال صيغة جرينهيل بقاعدة ميلر تويست .

## الكتب
- حساب التفاضل والتكامل، مع التطبيقات (لندن، ماكميلان، 1886)
- تطبيقات الدوال الإهليلجية (ماكميلان وشركاه، نيويورك، 1892) [12] المجموعة الرياضية التاريخية لجامعة ميشيغان
- أطروحة عن الهيدروستاتيكا (ماكميلان، لندن، 1894)
- ديناميكيات الطيران الميكانيكي (كونستابل، لندن، 1912)
- تقرير عن النظرية الجيروسكوبية (دارلنج وابنه، 1914) [13]

## روابط خارجية
- Alfred George Greenhill. The First Century of the ICMI (1909 - 2008)